# Maxomys panglima
Maxomys panglima é uma espécie de roedor da família Muridae.
Apenas pode ser encontrada nas Filipinas.